# Alex Rasmussen
Alex Nicki Rasmussen (nascido em 9 de junho de 1984) é um ciclista profissional dinamarquês. Desde 2015, é membro da Team Trefor-Blue Water.

## Trajetória

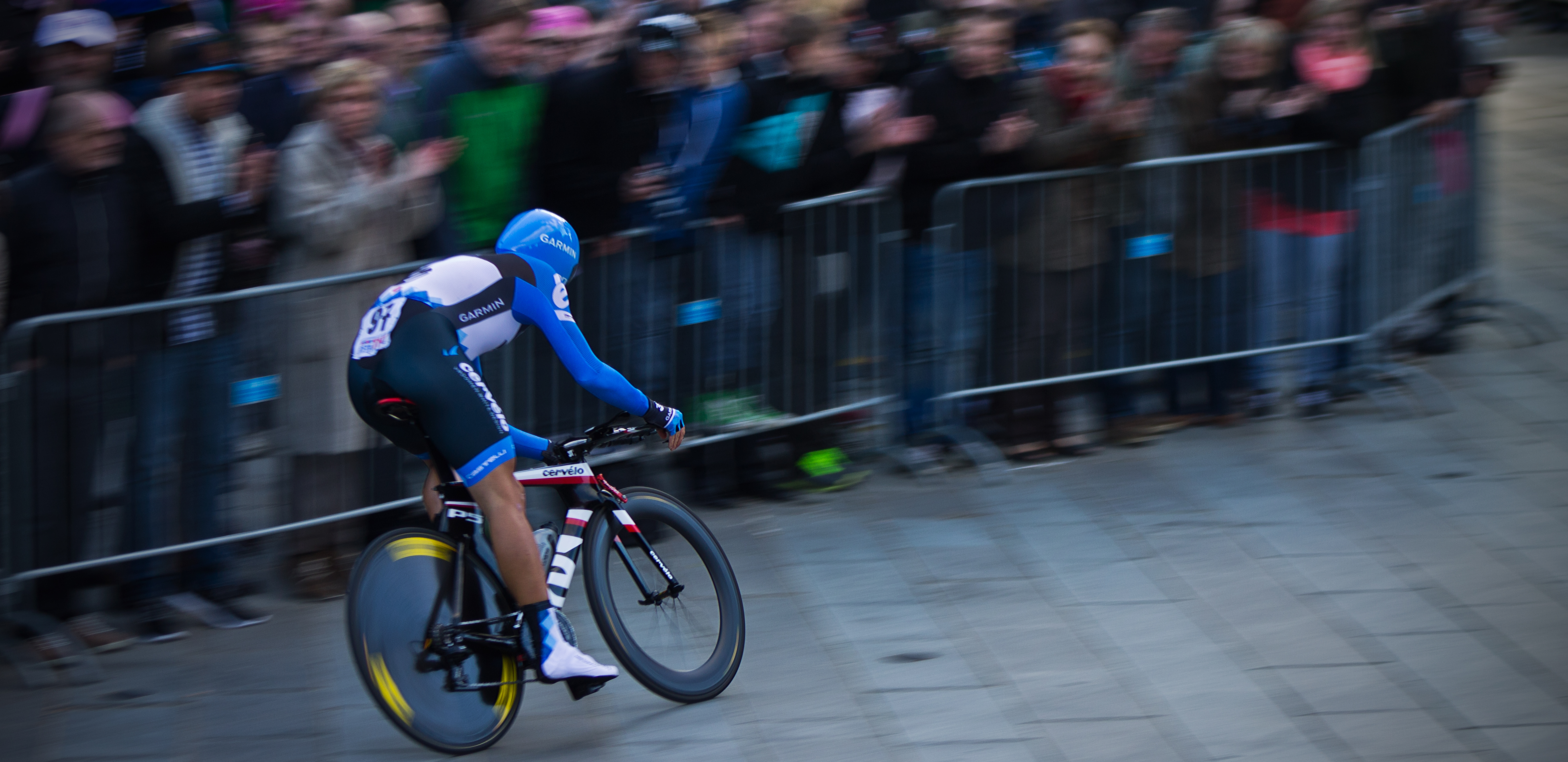
Rasmussen competindo durante a 1.ª etapa do Giro d'Italia 2012.

Rasmussen é um especialista em ciclismo de pista, e foi campeão mundial de scratch, realizado em Los Angeles no ano de 2005.  Juntamente com Michael Mørkøv, Rasmussen venceu o Campeonato da Dinamarca de Madison seis vezes seguidas e como tal, são apelidados de 'Par nummer syv' (Par número sete). Rasmussen também encontrou o sucesso na estrada, vencendo o Campeonato da Dinamarca de Ciclismo em Estrada de 2007. Rasmussen anteriormente competiu pelas equipes do UCI ProTeam, que são: Team Saxo Bank (2009–2010), HTC-Highroad (2011) e Garmin-Barracuda (2012). Nos Jogos Olímpicos de Pequim 2008, conquistou a medalha de prata na prova de perseguição por equipes, junto com Michael Mørkøv, Casper Jørgensen e Jens-Erik Madsen. Em 19 de março de 2013, Garmin-Sharp reassina com Rasmussen para o restante da temporada 2013. Rasmussen deixou a Garmin-Sharp após a temporada de 2013, e, posteriormente, anunciou planos para reentrar no ciclismo de pista. Rasmussen juntou-se à Riwal Cycling Team para a temporada de 2014.